# Цесна 172
Цесна 172 Скајхок (енгл. Cessna 172 Skyhawk) је лаки једномоторни авион америчке производње, потпуно металне конструкције, висококрилац са упорницама, и са четири седишта. Стајни трап је фиксан, типа трицикл. Има намену у школовању и обуци пилота, ваздушном превозу и туризму. Овај авион је сигурно један од најпопуларнијих спортских авиона, и веома много се користи у Аеро клубовима. Познат је као авион који се масовно производи у великим серијама. До сада је произведено преко 43.000 примерака, а још увек га производи амерички произвођач лаких авиона Цесна еркрафт. Први пут је полетео 1955. године и од тада је рекордер на тржишту једномоторних клипних спортских авиона, док су му главни конкуренти авиони: Граман Американ АА-5, Бичкрафт Маскетир и Пајпер PA-28 Чироки. Први модели су опремани моторима Континентал  снаге 145 КС (108.13 kW), док су касније уграђивани мотори Авко Лајкоминг O-320 S или Континентал IO-360S. исте снаге. Са мотором је интегрисана двокрака метална елиса, промењивог корака. Плафон лета му износи 4000 m, а почетна брзина пењања 3,2 m/s. Максимална брзина авиона у хоризонталном лету му износи 220 km/h. Размах крила је 11,02 m, а дужина 8,07 m. У авиону има места за три падобранца и пилота. Скокови се изводе кроз десна врата, која се за те задатке скидају. Код нас се из овог авиона изводе само слободни скокови.

## Развој и конструкција
Према радном веку и популарности Цесна 172 је најуспешнији лаки авион икада произведен. Први авион испоручен је 1956. године, док се 2009. још увек се производи прешавши бројку од 43.000 примерака. Први примерци овог авиона били су скоро идентични са Цесном 170, са истим равним задњим делом трупа и хоризонталним крмилом. Касније верзије рађене су са новим стајним органима, носном стајном ногом, нижим подом кабине и са задњим кабинским прозором. Последња промена, извршена је средином 1960-их на трупу. Продужењем трупа хоризонтални реп је померен уназад. Структура авиона је од тада непромењена, мењани су само инструменти и мотори. Средином 1980-их долази до прекида производње, али је поново обновљена 1996. године. Старији авиони испоручивани су с моторима од 110 kW док су касније верзије испоручиване с нешто јачим моторима снаге 135 kW. Од 2005. године је уведен је систем управљања ЕФИС.

## Варијанте

### Период од 1955. до 1985.
- Цесна 172A, 172B, 172C и 172D - Први лет Цесна 172 је обавила новембра 1955. године, а већ 1956. је произведено 1 400 ових авиона. Основна варијанта је била опремљена шестоцилиндричним мотором Континентал O-300 са ваздушним хлађњем, снаге 145 КС (110 kW), док је максимална маса износила 2200 kg. Основна цена је била 8 995 $, а за пет година укупно је произведено 4 195 примерака.[4] Прву верзију почетком 1960-их замењује варијанта 172A, с продуженим трупом и уназад помереним репним површинама. Крајем те године представљена је и верзија 172B с краћим стајним органима и незнатним променама у опреми. 1963. године на верзији 172D уграђен је задњи прозор. Верзија из 1963. године је представљена и као варијанта 172D Пауерматик (енгл. Powermatic) која је била опремљена снажнијим мотором Континентал  снаге 175 КС (130 kW) са брзином крстарења за 18 km/h већом од оне код стандардног 172D типа. То није био нови тип, али је ипак у својој последњој години производње преименован у Цесна 175 скајларк (енгл. Skylark). Следеће варијанте незнатно су се разликовале пратећи тадашњи напредак технологије у ваздухопловству.

- Цесна , 172F и 172G - је варијанта из 1964. године. У овој варијанти су унапређени електрични осигурачи који су замењени прекидачима, а бруто маса је повећана на 1 043 kg и она ће остати иста све до верзије Цесна 172P. Током 1964. произведен је 1 401 примерак, а производња је наставила да расте.[4] 1965. године представљена је варијанта 172F са електричним системом управљања закрилцима, који је заменио ранији кинематски. У Француској у фабрици Ремс Цесна је произвођена све до 1971. године, под ознаком F172. Овај тип је представљао основу за војну варијанту која се користила за основну обуку пилота ваздухопловних снага САД, под називом T-41A Мескалеро (енгл. Mescalero). Укупно је израђено 1 436 примерака, док је варијанта 172G из 1966. израђена у 1 597 примерака и продавана је по цени од 12 450 $ основна и 13 300 $ унапређена Скајхок верзија.

- Цесна  - је варијанта из 1967. године. Последња је која је користила за погон мотор Континентал-300, такође је увела краћи ход амортизера како би се смањило превлачење и побољшало понашање авиона у лету. У овој варијанти је исто тако смањен ниво буке у кабини пилота и уместо електричне уведена је пнеуматска сирена за упозорење при губитку брзине лета. Варијанта је продавана за 10 950 $, док је унапређена Скајхок верзија продавана за 12 750 $, а само 1967. године је израђено 839 примерака.
- Цесна  и 172J - прва варијанта из 1968. која је користила Лајкоминг моторе, јер је Цесна отказала уговор са произвођачем мотора Континентал 0-300. 172I варијанта је користила Лајкоминг  мотор снаге 150 КС (112 kW). Повећање снаге мотора је довело и до повећања брзине крстарења на 211 km/h, док је брзина пењања остала иста - 197 m у минути. 172I варијанта је такође представила први стандард „Т“ уређења инструмент табле. Појава ове варијанте је довела до повећања производње, те је израђено 1 206 примерака. Авион Цесна 172 под ознаком „Ј“ се није званично производио, док се производила варијанта у француској, компанија Ремс Авиејшн под називом (енгл. 172J Reims Rocket) која је користила Континентал  снаге 157kW. Ова варијанта је била намењена европском и афричком тржишту, а произведена је у 590 примерака.
- Цесна  и 172L - „К“ варијанта из 1969. године са репројектованим крмилом и промењеним обликом задњег прозора који су увећани на 103 cm². Понуђена је и варијанта са додатним резервоаром горива, од 197 литара у крилу. Основна варијанта се продавала за 12 500 $, док се унапређена Скајхок варијанта продавала за 13 995 $, 1969. је произведено 1 170, а 1970. 759 примерака. 172L варијанта се продавала током 1971. и 1972. године, код ње су репројектоване главне ноге стајних органа. Растојање између главних ногу је повећано за 30 cm и знатно су лакши, али је ипак нарушена аеродинамика, као и брзина полетања и пењања. Ова варијанта је продавана за 13 425 $ (основна) и 14 995 $ Скајхок унапређена верзија, 827 примерака је продато 1971. и 984 1972. године.

- Цесна  и 172N - из 1973/76 је увела обарање нападне ивице крила, за безбеднији лет на малим брзинама. Прва варијанти је 172M која је увела опциони II пакет високог стандарда опреме. Варијанта 172N је с мотором Лајкоминг  снаге 160КС (120 kW) модификован да ради на 100 октанско гориво. То решење се показало неповољним и интегрисан је моторо O-320-D, с новом ознаком 172P, 1981. године. То је уједно био и последња варијанта из те класе, а производио се све до 1985. године.[5]

- Цесна  - Авион Цесна 172 под ознаком „O“ се није званично производио.
- Цесна  или Скајхок „P“ уведена је 1981. године, како би решила проблем поузданости мотора авиона 172N. Мотор Лајкоминг O-320-D2J је био велико побољшање. Код „P“ варијанте смањен је максимални угао отклона закрилаца са 40 на 30°. Са новим мотором се повећала маса, са 1043 на 1089 kg. Као и код „К“ варијанте понуђена је и варијанта са додатним резервоаром горива од 235 литара у крилу. Цена је 1981. износила 33 950 $, а варијанте Скајхок „P II“ 37 810 $. 1982. године померена су светла за слетање са носног дела на крила, док је код модела из 1983. године урађена нешто боља звучна изолација тиме што су додата дебља стакла на прозорима. Производња варијанте 172P је завршена 1985. године и у наредних 11 година није произведен ниједан авион Цесна 172. Разлог је био повећање премије за осигурања свим произвођачима лаких авиона у САД, што је довело до финансијски тешке ситуације и значајног повећања цене производње. Током 1984. године је произведено само 195 примерака.
- Цесна  - је варијанта из 1983. године, под називом Кутлес како би се означила његова веза са Цесном 172RG - Cutlass из 1980. године и ако је она у ствари била варијанта Цесне 172P са снажнијим Лајкоминг O-360-A4N мотором снаге 180 КС (134 kW). Бруто маса ове варијанте је износила 1 157 kg, а брзина крстарења 226 km/h што је у односу на претходну било брже за 4 km/h при 20 КС више, уз могућност ношења 45 kg више корисног терета. Производња је прекинута након само три године када је престала производња и свих осталих Цесна 172 авиона.
- Цесна  - је варијанта из 1980. која се производила све до 1985. године. Није имала баш добар пријем на тржишту, али је ипак нашла своје место авиона за обуку пилота у многим аеро-клубовима. Произведено их је укупно 1 177 примерака по тадашњој цени од око 19 000 $. Цесна 172RG је имала нешто снажнији мотор, Лајкоминг  снаге 130 kW, а постизао је нешто већу брзину крстарења од 226 km/h. Без обзира на ознаку Цесна 172, Цесна 172RG је у ствари сертификована на Цесна 175.

### Период од 1996.
Рецесија и закони о одговорности у САД су приморали Цесну као и друге произвођаче да престану с производњом лаких авиона, укључујући и тип 172, чија је производња окончана 1985. године. Прекид производње је трајао све до потписивања Општег акта о ревитализацији авијације од стране председника САД, августа 1994, након чега је Цесна најавила да ће наставити производњу лаких авиона.
- Цесна  - Скајхок „R“ је прва варијанта произведена након дуге паузе која је трајала од 1986. године. Уведена је у производњу 1996, с мотором Лајкоминг IO-360-L2A, снаге од 120 kW, при 2 400 обртаја у минути. Ово је прва варијанта Цесне 172 која је имала одговарајући фабрички мотор са електронским управљањем убризгавања горива. Заснована је на последњој варијанти 172N у односу на коју је знатно мање бучна. Уведена су побољшања, која укључују нови ентеријер са бољом звучном изолацијом, вентилациони систем са више нивоа, као и подесива предња седишта која имају способност апсорпције енергије при кретању. 172R је увео и побољшане материјале заштићене од корозије, контролне каблове који су од нерђајућег челика, затим систем са двоструком вакуумском пумпом, затамњена стакла, додатне резервоаре горива за већи долет као и инструменте са позадинским осветљењем без одсјаја стакла. Додатне опције које се могу укључити по жељи су два пакета опреме, један са ГПС-ом, а други са ИФР ГПС-ом и аутопилотом око једне осе. Максимална полетна маса ове варијанте износи 1 111 kg.

- Цесна  - је уведен 1998. и покреће га Лајкоминг  мотор снаге од 134 kW. Максимални број обртаја је повећан са 2 400 на 2 700 у минути, док се повећала полетна маса на 1157 kg. Овај модел је изашао на тржиште под именом Скајхок „SP“, а са сертификационом листу је наведен као 172S.
- Цесна  - је предвиђен углавном за приватну употребу, те као стандардну опрему нуди кожна седишта и Гармин Г1000 пакет опреме. Тренутно, у 2009. години, производи се само ова варијнта Цесне 172.

Авион има преко 50 година дугу традицију. Његова конструкција висококрилца уз континуирана побољшања на основу повратних информација корисника током година чине га најбезбеднијим лаким авионом опште намене. Конструкција са високим крилом за коју се произвођач од самог почетка одлучио се показала врло практична са великом стабилношћу, добром прегледношћу, заштитом од сунца и лоших временских услова. Оваква конструкција омогућава и једноставнији преглед летелице и лак приступ пилоту, вратима путничког одељка и према терету. Перформансе су: максимална брзина крстарења 233 km/h, плафон лета 4267 m, полетна и слетна стаза 498 m односно 407 m, брзина пењања на нивоу мора 223 m/min и долет који износи 1130 km. Цена једног примерка износи 297 000 $.
- Цесна  -

### Ремс авиејшн
Ремс авиејшн или Ремс авијација је француска компанија која се бави производњом лаких авиона. Почеци фабрике датирају из 1933. године када је Макс Холст (фр. Max Holste) конструисао лаки двоседи авион SHB 1 са мотором снаге 40 КС. 15. фебруара 1960. у Вичити, Канзас фирма потписује споразум о међусобној сарадњи са водећим произвођачем лаких авиона у свету Цесном еркрафт. Овај споразум се односио на производњу лаких авиона у Француској, у Ремсу и маркетингу компаније Цесна еркрафт у Европи. Од 30. јануара 1962. назив фирме која броји две стотине осамдесет радника постаје Ремс авиејшн, а већ 4. априла 1963. полетео је и први једномоторни авион по лиценци Цесне произведен ван Сједињених Америчких Држава, под ознаком F172P.
- Цесна  -

Цесна FR172J Reims Rocket је појачана верзије оригиналне Цесне 172. Има уграђен мотор Continental IO-360 210 HP, као и променљиви корак елисе, што му даје боље перформансе за око 20% у односу на оригиналну варијанту.

## Авион Цесна 172 у Југославији
У Југословенском регистру цивилних ваздухоплова (ЈРЦВ) је у периоду од 1967. до 1994. било регистровано 69 ових авиона и представљао је други по броју цивилни тип авиона у СФРЈ/СРЈ.

## Војна намена

### Корисници
| - Ангола - Боливија - Чиле - Колумбија - Доминиканска Република - Еквадор - Ел Салвадор - Француска - Грчка - Гватемала - Хондурас - Индонезија - Ирак | - Ирска - Либерија - Никарагва - Пакистан - Панама - Перу - Филипини - Саудијска Арабија - Јужна Кореја - Тајланд - Тринидад и Тобаго - Турска - Уједињено Краљевство - Сједињене Америчке Државе |  |